# BKK Würth
Die BKK Würth (satzungsgemäß BKK-Würth) ist eine deutsche Betriebskrankenkasse. Die Leistungen zur Pflegeversicherung werden von der BKK-Pflegekasse Würth erbracht.
Ihren Ursprung hat die Kasse im Unternehmen Adolf Würth GmbH & Co. KG.